# Francesc Xavier Avilés i Puigvert
Francesc Xavier Avilés i Puigvert (Les Planes d'Hostoles, Girona, 1947) és un bioquímic / biòleg molecular, professor d'universitat i recercador català
Va ser director de l'Institut de Biotecnologia i Biomedicina del 1991 al 2003. Director del Departament de Bioquímica i Biologia Molecular de la UAB del 2008 al 2014.
La major part de la seva carrera científica l'ha dedicat a l'estudi de la biologia estructural i biotecnologia de proteïnes, i en particular a la família de les carboxipeptidases.

## Biografia
Va estudiar primària a Girona, i secundària a Granada, a on es varen traslladar els seus pares. Va graduar-se en Química a la Universitat de Granada (1965-70). Tot seguit, va obtenir el doctorat en Bioquímica a la Universitat Autònoma de Barcelona el 1975, sobre el tema "Interacció de la histona rica en lisina (F1) amb l'ADN", sota la direcció de Jaume Palau i Albet, a l'Institut de Biologia Fonamental.
El 1974-1976 amplià estudis, sobre biofísica de proteïnes, a l'Instituto Rocasolano del CSIC, a Madrid, seguits en el 1976-77 a la Universitat de Portsmouth (Gran Bretanya). Retornà el 1977 com a Professor Adjunt a la Universitat Autònoma de Barcelona, al Departament de Bioquímica i Biologia Molecular, a on va accedir a Catedràtic numerari el 1993, a Director del departament de 2008-2014, i a Professor Emèrit el curs 2018-19. Paral·lelament, ha sigut Cap de grup a l'Institut de Biotecnologia i de Biomedicina d'aquesta Universitat, i Director del 1991-2003. Ha fet estades addicionals a nombroses institucions estrangeres, com MPI-Berlín, MPI-Munic, ETH-Zúric, A. Einstein College Medicine-NY, Universitats de Cambridge-UK, Uppsala i Lund-Suècia, Yokohama-Japó, La Habana-Cuba, UNAM-CostaRica i Concepción-Chile. També, ha coordinat i participat en nombrosos projectes nacionals i internacionals, acadèmics i amb empreses. Així mateix, en organització de reunions internacionals, en directives de societats científiques (SEBBM, SBE, SCB) i en comitès editorials de revistes científiques (com JBC, Microb. Cell Fact., Marine Drugs), rebent diversos guardons i premis.
La major part de la seva carrera científica l'ha dedicat a l'estudi de l'estructura, funció, biofísica, enginyeria, proteòmica i biotecnologia de proteïnes, generant més de 260 publicacions científiques. Concretament, ho ha fet molt inicialment sobre Proteïnes Histones i, més tard, sobre el tema Enzims Proteolítics i els seus Inhibidors en Metabolisme, Defensa i Regulació Biològica, i més concretament sobre les carboxipeptidases. És cofundador d'un dels primers grups específicament dedicats a la biologia computacional dins de l'àrea de Barcelona. També a la docència d'aquests camps, amb especial dedicació a la formació d'investigadors a nivell pre- i post-doctoral, actualment repartits en nombroses institucions i empreses.

## Premis i reconeixements
Va rebre el premi Ciutat de Barcelona el 1998, la medalla Narcís Monturiol el 2002., la Distinció d'Investigació de la Generalitat de Catalunya el 2004. També ha sigut Professor Visitant Distingit de la Universidad de LaPlata (Argentina) el 2006, i Professor Convidat Distingit i Membre del Claustre de la Universitat de La Habana (Cuba) el 2007. Recentment, 2020, li han concedit el Premi Leandre Cervera a la Trajectòria Professional de la Societat Catalana de Biologia (SCB).

## Publicacions destacades
- The structure of histone H1 and its location in chromatin. (1980).[1]
- The tryptic activation pathway of monomeric procarboxypeptidase A. (1990).[6]
- The three-dimensional structure of the native ternary complex of procarboxypeptidase A with proproteinase E and chymotrypsinogen C. (1995).[7]
- Three-dimensional structure of a novel leech carboxypeptidase inhibitor (LCI) determined free in solution and in complex with human carboxypeptidase A2. (2000).[8]
- Functional Screening of Serine Protease Inhibitors in the Medical Leech Hirudo medicinalis by Intensity Fading MALDI-TOF.MS. (2005).[9]
- AGGRESCAN: A Server for the Prediction and Evaluation of "Hot Spots" of Aggregation in Polypeptides (2007).[10]
- Mammalian metallopeptidase inhibition at the defense barrier of Ascaris parasite. (2009).[11]
- C-terminomics screen for natural substrates of cytosolic carboxypeptidase 1 reveals processing of acidic protein C termini. (2015).[12]
- Intensity fading MALDI-TOF mass spectrometry and functional proteomics assignments to identify protease inhibitors in marine invertebrates (2017).[13]
- Crystal structure and mechanism of human carboxypeptidase O: Insights into its specific activity for acidic residues. (2018).[14]
- Characterization, Recombinant Production and Structure-Function Analysis of NvCI, A Picomolar Metallocarboxypeptidase Inhibitor from the Marine Snail Nerita versicolor. (2019).[15]